# Arthur Schneier
Pour les articles homonymes, voir Schneier.
Arthur Schneier, né le 2 mars 1930 à Vienne, est un rabbin américain.

## Biographie
En novembre 1938 Arthur Schneier quitte Vienne pour Budapest pour échapper à la Shoah. En 1947 il part pour les États-Unis, devient rabbin et passe son doctorat de théologie à l'université Yeshiva à New York.
Depuis 1962, il est la tête de la synagogue de Park East  En 2001, il est le premier rabbin à recevoir la Presidential Citizen Medal des mains de Bill Clinton. Il est président et fondateur de l'Appeal of Conscience Foundation.
Il a été nommé en 2005, par le secrétaire général de l'ONU Kofi Annan, membre du Haut Conseil pour l'Alliance des civilisations.

## Distinctions
- Chevalier de l'ordre de Saint-Sylvestre